# يوخن بالكي
يوخن بالكي (12 سبتمبر 1917 – 19 يناير 1944) هو سبّاح ألماني راحل، مثّل بلاده في الألعاب الأولمبية الصيفية 1936.

## روابط خارجية
يوخن بالكي على موقع الاتحاد الدولي للسباحة (الإنجليزية)
- يوخن بالكي على موقع أوليمبيديا (الإنجليزية)